# زمین‌لرزه نوامبر ۱۹۱۳ پرو
زمین‌لرزه پرو  در تاریخ ۴ نوامبر ۱۹۱۳ میلادی، برابر با ‎۱۳ آبان ۱۲۹۲، ساعت ۲۱:۳۳:۰۰ به زمان یوتی‌سی در پرو رخ داد. ژرفای این زلزله ۱۰ کیلومتر بود. بزرگی آن ۶٫۳ در مقیاس ریشتر اعلام شده‌است. زمین‌لرزه به وقت محلی در روز سه‌شنبه، ساعت ۱۶ روی داده و منطقه زمانی آن یوتی‌سی -۵ بوده‌است .
سازمان زمین‌شناسی آمریکا نیز جای این زمین‌لرزه را در مختصات ۱۴°۱۲′جنوبی ۷۲°۵۴′غربی / ۱۴٫۲°جنوبی ۷۲٫۹°غربی و بزرگی آنرا برابر با ۶٫۳ در مقیاس ریشتر اعلام کرده‌است. ژرفای گزارش شده از سوی این سازمان ۱۰ کیلومتر می‌باشد.
شمار کشتگان زلزله حدود ۱۵۰ نفر بوده‌است. 